# فويل (ميزوري)
فويل (بالإنجليزية: Foil)‏ هي إحدى المجتمعات الفردية  (غير مصنفة) في ولاية ميزوري في الولايات المتحدة الأمريكية.